# Shadow DN5
 (août 2025).
Si vous disposez d'ouvrages ou d'articles de référence ou si vous connaissez des sites web de qualité traitant du thème abordé ici, merci de compléter l'article en donnant les références utiles à sa vérifiabilité et en les liant à la section « Notes et références ».
Chronologie des modèles (1975-1976-1977)
Shadow DN3B Shadow DN7
La Shadow DN5 est une monoplace de Formule 1 engagée en Championnat du monde de Formule 1 1975 par l'écurie UOP Shadow Racing Team. La Shadow DN5B est engagée en Championnat du monde de Formule 1 1976 et Championnat du monde de Formule 1 1977.

## Historique
La DN5, comme la plupart des autres Shadow de Formule 1, utilise le moteur Ford-Cosworth DFV, qui développe 490 chevaux. Cependant, au Grand Prix d'Autriche, Jarier pilote une autre voiture, la DN7, équipée d'un moteur V12 Matra Sports de 550 chevaux. L'empattement a dû être sensiblement allongé pour s’adapter au moteur français plus grand et également plus cher, ce qui explique en raison de problèmes budgétaires que la DN7 ne soit construite qu’en un seul exemplaire. La DN7 manque de fiabilité et après deux Grand Prix, Jarier retrouve la DN5 avec laquelle il signe deux nouvelles pole positions en fin de saison.
Tom Pryce fait preuve de son talent en remportant la Race of Champions de Brands Hatch, courue hors championnat. Il signe également la pole position à Silverstone et un podium en Autriche. Shadow, avec 9,5 points finit sixième du championnat des constructeurs, Pryce terminant dixième du classement des pilotes avec 8 points, Jarier se classant seulement dix-huitième.
En 1977, l’Italien Renzo Zorzi remplace Jarier au volant d'une DN5B mais sera à son tour remplacé en cours de saison par son compatriote Riccardo Patrese. Les DN5B et DN8 inscrivent un total de 24 points (mais 23 seulement sont comptabilisés et 1 seul est à mettre au crédit de la DN5B) et permettent à Shadow de se classer septième du championnat des constructeurs.